# Hakim Bej
Hakim Bej (rođen kao Peter Lamborn Wilson Saugerties,  1945 — 22. мај 2022) bio je američki politički publicista, pisac i pesnik, najpoznatiji po svom konceptu privremenih autonomnih zona (engl. Temporary Autonomous Zones, skraćeno TAZ) zasnovanom na piratskim utopijama, koji je snažno uticao na savremeni skvoterski pokret i pokret ilegalnih žurki početkom 1990-ih godina. Urednik je izdavačke kuće Autonomedia iz Njujorka.
Pisanje Hakima Beja ne spada u neku određenu teorijsku školu niti akademsku disciplinu, a on sam ga naziva “poetskim terorizmom”. Hakima Beja često nazivaju “postmodernim anarhistom”, prvenstveno zbog njegovog nesistematskog načina pisanja, a on o sebi ponekad govori kao o “postsituacionističkom anarhisti”. Za njega, anarhista je osoba posvećena maksimizovanju društvenih odnosa u kojima nema vlasti, a vlast je prema njemu, “strukturirani odnos među ljudima u kojem je moć nejednako raspodeljena tako da je kreativni život jednog redukovan u korist drugog”. Vlast se, dakle, može javiti i u veoma malim socijalnim jedinicama kao što je porodica, ili “neformalnim” kao što je slučajan susret komšija na ulici, dok se ne mora javiti u puno većim grupama poput pobunjene gomile ili ljudi zajedničkog hobija.
Bej govori o procesu “mapiranja zemlje” koji je završen krajem 19. veka, kada je i poslednji komadić planete zauzet od strane nacionalnih država i pita se: “Jesmo li mi koji živimo u sadašnjosti osuđeni na to da nikad ne okusimo autonomiju, da nikad ne stanemo na komadić zemlje kojim vlada jedino sloboda? Da li smo osuđeni jedino na nostalgiju za prošlošću i nostalgiju za budućnošću? Moramo li čekati da ceo svet bude oslobođen političke kontrole da bi iko od nas mogao reći da barem poznaje slobodu?”. On ipak nalazi da nije sve tako crno i da su slobodni odnosi, bez vlasti, i te kako prisutni u svakodnevnom životu, a mogu biti i još prisutniji ukoliko se budemo svesno trudili da ih razvijamo. Prema Beju, svako ko je ikad otišao sa prijateljima na izlet u prirodu, zna šta je anarhija.

## Prevedene knjige i tekstovi
- Privremene autonomne zone Архивирано на веб-сајту  (10. март 2007)
- Teorija haosa i nukleusna porodica Архивирано на веб-сајту  (24. септембар 2015)
- Prevladati turizam Архивирано на веб-сајту  (12. октобар 2013)
- Urokljivo oko
- Imedijatizam Архивирано на веб-сајту  (24. септембар 2015)
- Milenij
- Povrede granica
- Kritika slušatelja
- Informacijski rat

## Spoljašnje veze
- Knjige i tekstovi Hakima Beja (na engleskom)
- Hakim Bej, postmoderni "anarhist" kritički tekst Džona Zerzana (na hrvatskom)